# Askhat Tagybergen
Askhat Tagybergen (en kazakh : Асқат Тағыберген, Asqat Taghyberguene), né le 9 août 1990 à Kyzylorda au Kazakhstan, est un footballeur international kazakh, qui évolue au poste de milieu de terrain au FK Orbabasy.

## Biographie

### Carrière en club
Avec les clubs du FK Aktobe et du FK Astana, Askhat Tagybergen dispute deux matchs en Ligue des champions, et 13 matchs en Ligue Europa, pour un but inscrit.

### Carrière internationale
Askhat Tagybergen compte 45 sélections avec l'équipe du Kazakhstan depuis 2014,.
Il est convoqué pour la première fois en équipe du Kazakhstan par le sélectionneur national Yuri Krasnozhan, pour un match amical contre la Hongrie le 7 juin 2014. Il entre à la 65e minute de la rencontre, à la place de Marat Khaïroulline. Le match se solde par une défaite 3-0 des Kazakhs.
Il se fait remarquer lors des qualifications pour l'Euro 2024 en marquant une puissante frappe aux 35 mètres, qui permet à son équipe de revenir à égalité à la 86e minute face au Danemark. Le match se conclura par une victoire des Kazakhstanais 3 à 2,. 

## Palmarès
FK Aktobe
- Champion du Kazakhstan en 2013.
- Vainqueur de la Supercoupe du Kazakhstan en 2014.
- Finaliste de la Coupe du Kazakhstan en 2014.

 FK Astana
- Champion du Kazakhstan en 2016 et 2017.
- Vainqueur de la Coupe du Kazakhstan en 2016.

 Kaysar Kyzylorda
- Vainqueur de la Coupe du Kazakhstan en 2019.

 Tobol Kostanaï
- Champion du Kazakhstan en 2021.
- Vainqueur de la Supercoupe du Kazakhstan en 2021.